# Lithobius tylopus
Lithobius tylopus är en mångfotingart som beskrevs av Robert Latzel 1882. Lithobius tylopus ingår i släktet Lithobius och familjen stenkrypare. Inga underarter finns listade i Catalogue of Life.